# Río Nossob
El río Nossob, también conocido como Nosob o Nossop, y también ǂnuse ǃab en khoikhoi por río negro, es un río estacional —en realidad, casi siempre un lecho fluvial seco— en el este de Namibia y en la región del Kalahari de Sudáfrica y Botsuana. Cubre una distancia de 740 km y se inundó por última vez en 1989. El río también presta su nombre al campamento Nossob 25°25′18″S 20°35′47″E en el parque transfronterizo de Kgalagadi.

## Curso

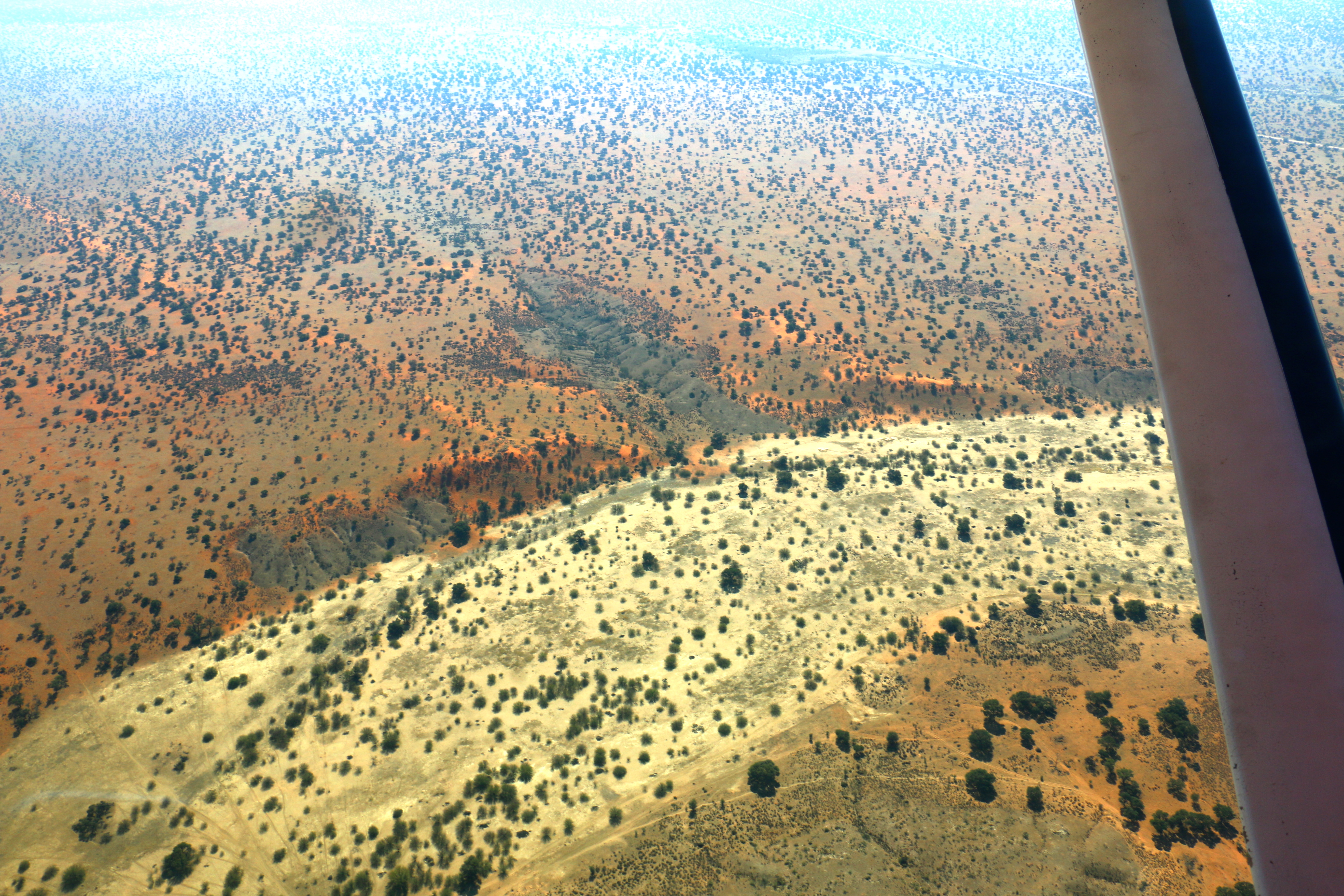
El río Nossob al este de Aranos, cruzando el Kalahari

El Nossob tiene su origen en dos afluentes principales, el Swart-Nossob y el Wit-Nossob, que significan blanco y negro respectivamente. Ambos afluentes tienen su origen en las laderas orientales de la cordillera Otjihavera, al este de Windhoek. Sus fuentes se encuentran a 1800 m y más de 2000 m sobre el nivel del mar respectivamente. Los dos lechos de los ríos tienen su confluencia a unos 80 km al sur de Gobabis, que está situado en la orilla del Swart-Nossob.
Desde esta confluencia el curso del río pasa por los asentamientos de Leonardville y Aranos para llegar a Union's End, Sudáfrica. Desde Union's End el lecho del río, que forma la frontera con Botsuana, serpentea a través del Parque transfronterizo de Kgalagadi por una distancia de más de 200 km. Llega al límite sur de la reserva cinegética justo al norte del campamento Twee Rivieren, cerca de su confluencia con el río Auob.
En el Kalahari, se dice que el Nossob fluye alrededor de una vez por siglo. Sin embargo, el agua fluye bajo tierra para dar vida a la hierba y a los  árboles de camello que crecen en el lecho del río. El Nossob puede fluir brevemente después de grandes tormentas eléctricas, causando que la vida silvestre se reúna en el río.
El Nossob termina en una confluencia con el río Molopo a unos 50 km. al sur de Twee Rivieren. La confluencia en 26°54′15″S 20°41′24″E sigue estando a 890 m s. n. m.. El Molopo es a su vez un afluente del río Orange, que se encuentra aguas abajo de las cataratas Augrabies.

## Presas
Hay dos importantes presas en la cuenca, ambas en el río Oanob, un afluente del río Auob: la  presa de Nauspoort y la  presa de Oanob.